# Szászbuzdi erődtemplom
A szászbuzdi erődtemplom műemlékké nyilvánított épület Romániában, Szeben megyében. A romániai műemlékek jegyzékében az SB-II-a-A-12345 sorszámon szerepel.